# Natuurbrug Zanderij Crailoo
De Natuurbrug Zanderij Crailoo is met 800 m lengte en 50 m breedte het grootste ecoduct ter wereld. Het kunstwerk ligt in Het Gooi tussen Bussum en Hilversum in de provincie Noord-Holland. De aanleg is een initiatief van de stichting Goois Natuurreservaat. Het overbrugt het natuurgebied Zanderij Crailoo.
De brug is op 3 mei 2006 geopend door koningin Beatrix. Het project kostte 14,7 miljoen euro en werd gestart in 2002. De brug verbindt het Spanderswoud en de Bussumerheide en gaat over Provinciale weg 524, de spoorlijn Hilversum - Weesp, het terrein van Stapelplaats Crailoo van Railpro en het terrein van Golfpark Spandersbosch op Sportpark Crailoo. De brug is niet alleen aangelegd voor dieren, er lopen ook een fietspad en een ruiterpad overheen. Het ecoduct is een van de verbindingen in het uitvoeringsprogramma 'Heel de Heuvelrug'. Dit heeft ten doel van de Utrechtse Heuvelrug van Rhenen bij de Nederrijn tot Naarden aan het Gooimeer weer een aaneengesloten gebied te maken.
Uit onderzoek door Alterra in de jaren 2007 - 2008 bleek dat dieren regelmatig gebruikmaken van de passage. Verder passeerden gemiddeld zo'n 3000 voetgangers, fietsers en ruiters per week de brug.

## Technische gegevens
In feite heeft de brug twee viaducten. De grootste meet 135 meter lengte en overbrugt de spoorlijn, een bedrijventerrein en een kleine weg. De kleinere van 35 meter lang zorgt ervoor dat de dieren veilig de Naarderweg kunnen oversteken. Deze viaducten zijn elk 50 meter breed, de minimale breedte van de natuurbrug. De corridor is maximaal 150 meter breed. De verbinding bestaat uit begroeide dijklichamen. De viaducten zijn gemaakt van beton, bedekt met grond.
- Opdrachtgever: Goois Natuurreservaat
- Ontwerp kunstwerk: Arcadis, ir Beate Vlaanderen, architect
- Ontwerp landschap: Vista landschapsarchitectuur en stedenbouw, Rik de Visser en Jost Koek
- Uitvoerder: Ballast Nedam
- Duur bouw: 2002 – 2006
- Totale lengte: 800 meter
- Breedte kunstwerken: 50 meter
- Breedte taluds: tot 150 meter
- Hoogte: oplopend tot 14,5 meter boven NAP
- Benodigde grond: 500.000 m³
- Lengte viaduct over spoorlijn, terrein NS Vastgoed en ontsluitingsweg sportpark: 135 meter.
- Lengte viaduct over Naarderweg: 35 meter.

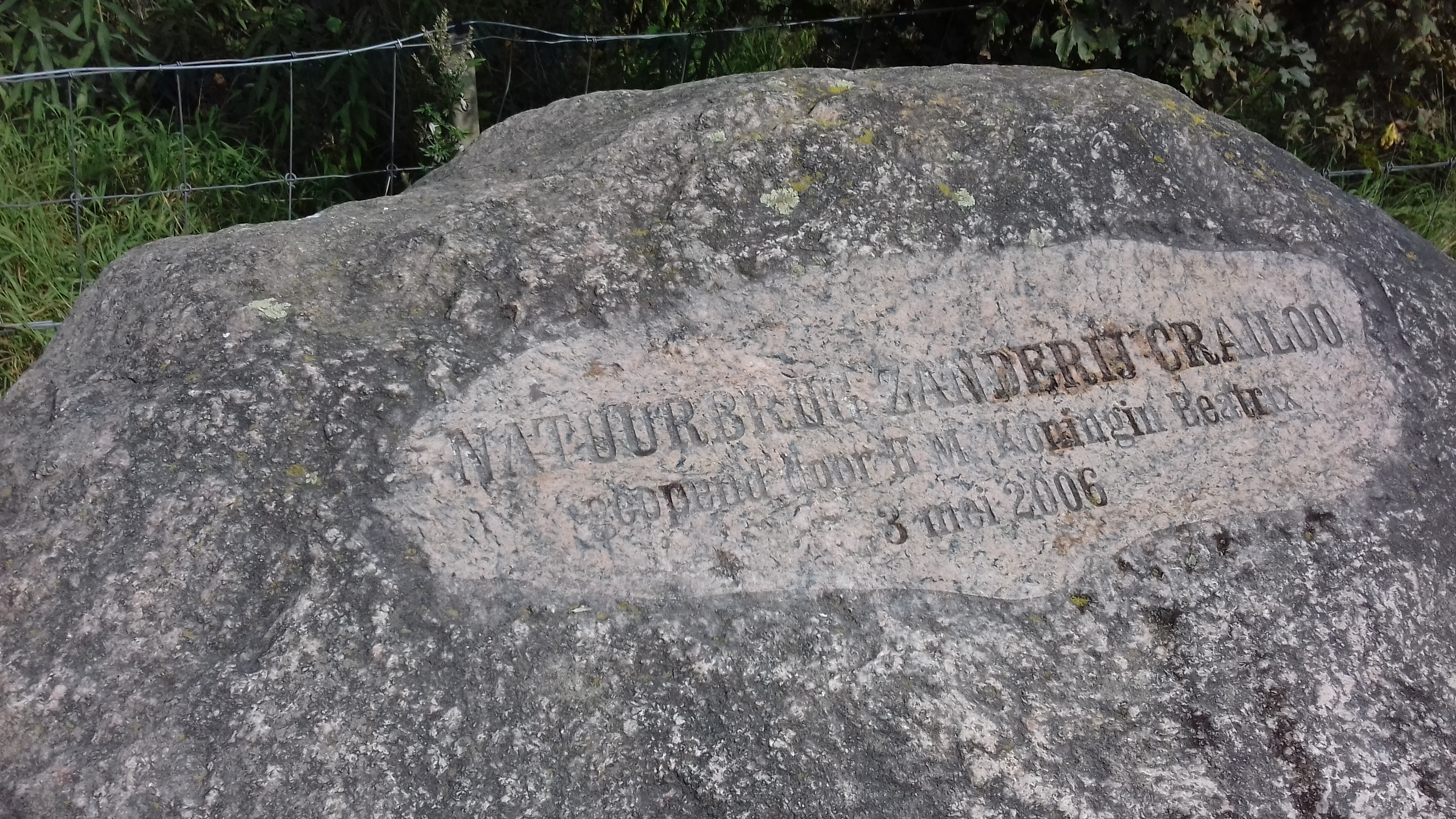
Zwerfsteen met inscriptie
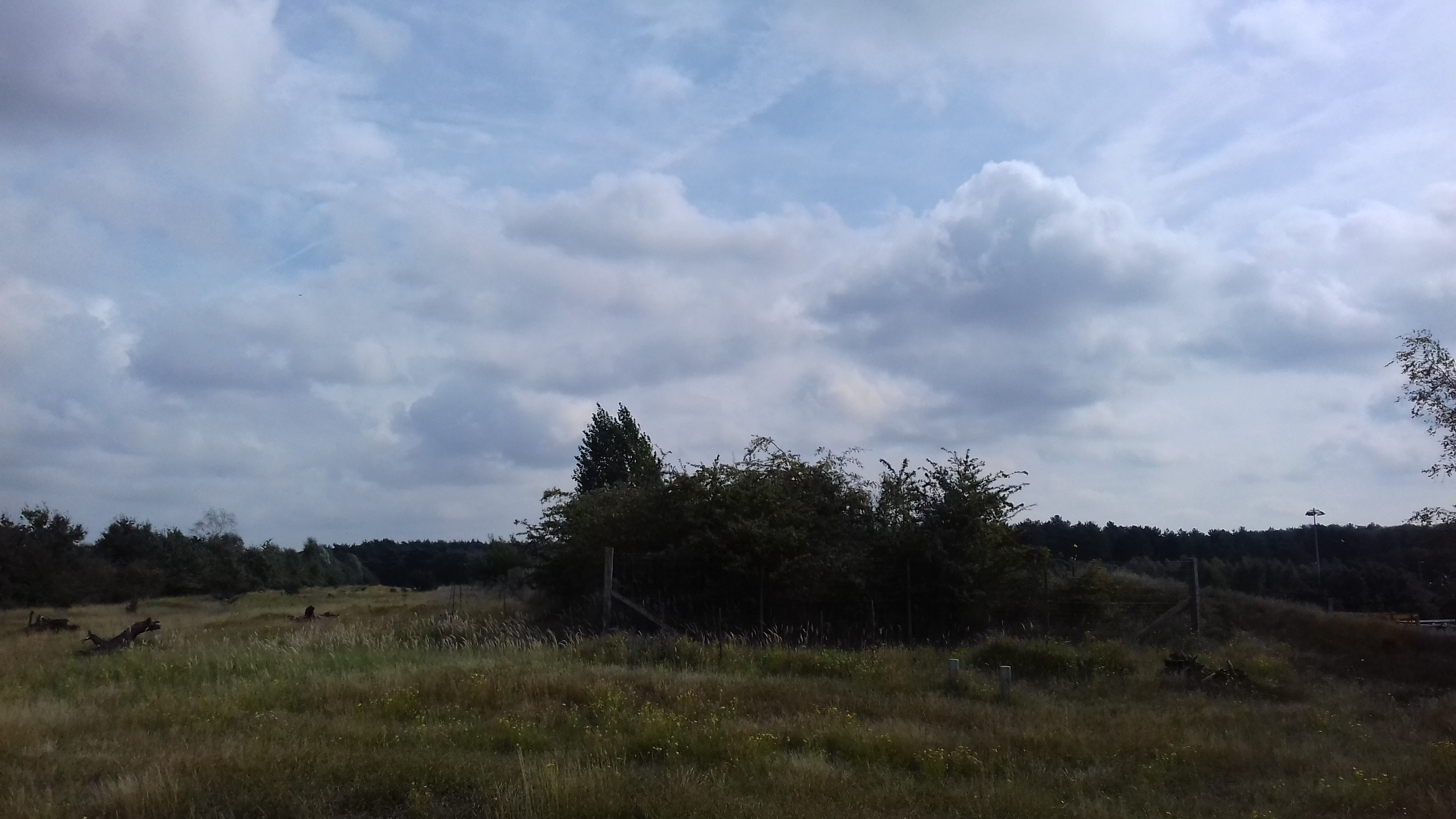
Uitzicht vanaf ecoduct naar Bussumerheide
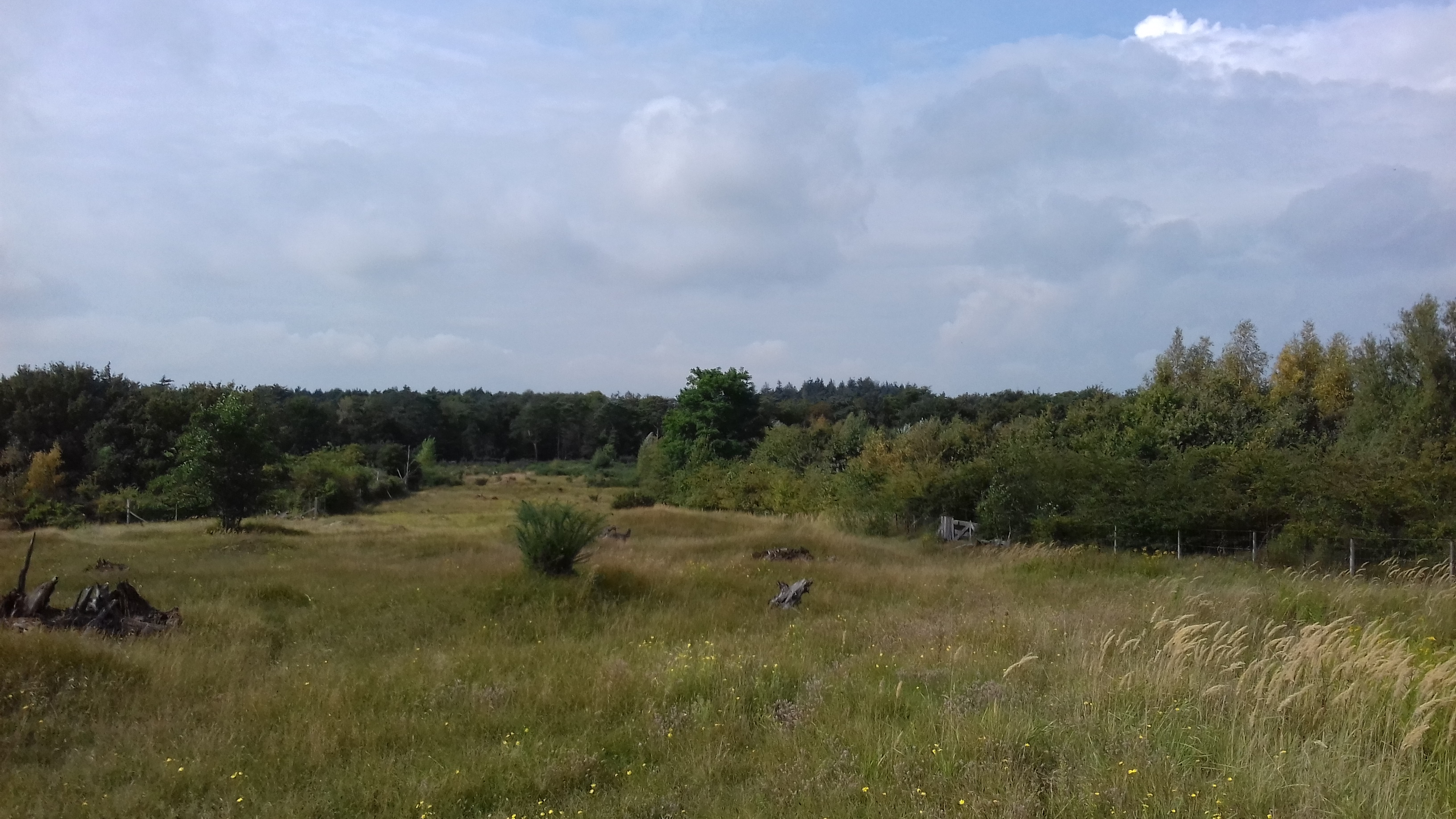
Uitzicht vanaf ecoduct naar Spaanderswoud
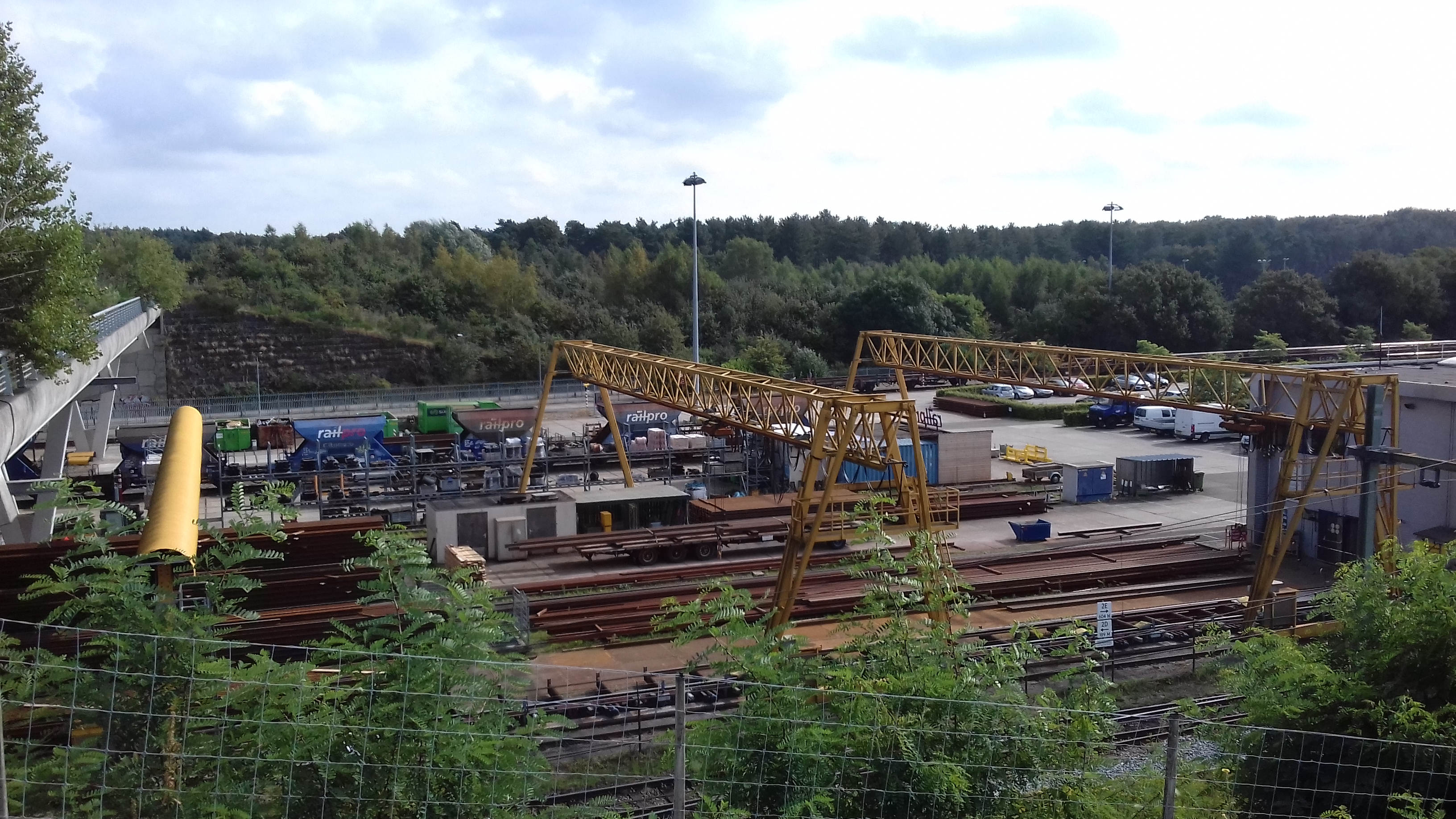
Uitzicht vanaf ecoduct naar bedrijventerrein
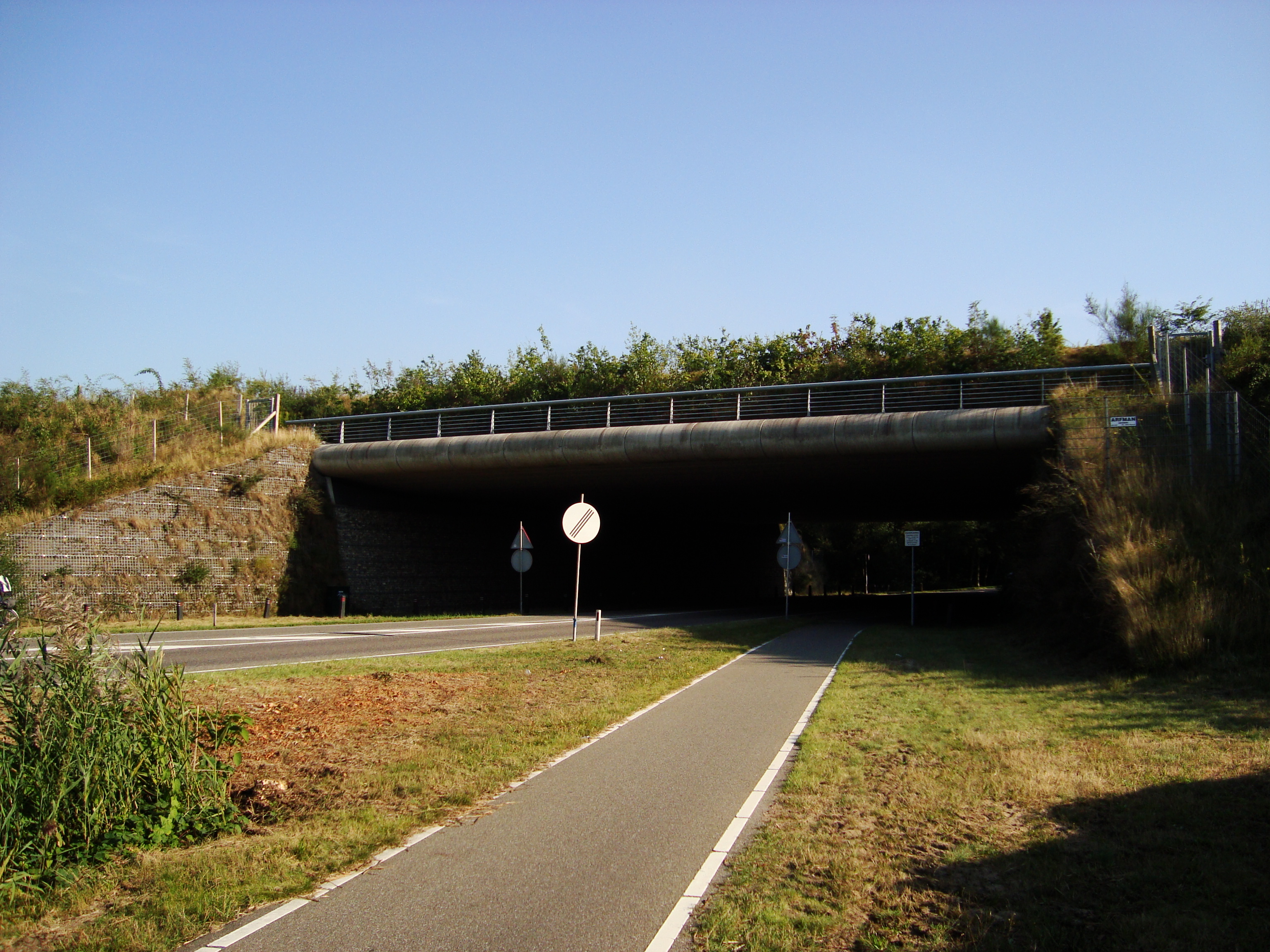
Ecoduct gezien vanaf de Naarderweg

## Trivia
Bij de natuurbrug heeft 9 jaar lang een kat gewoond, met de naam Gijs, die deze plek als woonplek uitgekozen had.